# III. Joscelin edesszai gróf
III. Joscelin (? – 1190-es évek) Edessza grófja (1159 – 1190 után).
II. Joscelin, és felesége, Beatrix fia. Édesapjától örökölte a grófi címet, annak ellenére, hogy Edesszát 1144-ben elfoglalták, és maradványait (ideértve a Turbesszel uradalmát is), elfoglalták vagy eladták évekkel azelőtt, hogy apja örökébe lépett volna.
Joscelin a Jeruzsálemi Királyságban élt, és sikerült elég földet szereznie Akko környékén ahhoz, hogy Joscelin őrgrófja lehessen. A nővére, Courtenay Ágnes volt az első felesége Amalrik jeruzsálemi királynak, (aki azzal a feltétellel lehetett király, hogy elválik Ágnestől), valamint IV. Balduin és Szibilla édesanyja is. A Harimi csatában Nur ad-Din Zengi foglyul ejtette III. Joscelint. Fogoly is maradt egészen 1176-ig, amikor is Ágnes kifizetett érte 50 000 dénárt váltságdíjként (akkoriban egy kisebb királyt vesztegettek ennyiért), valószínűleg némi királyi segítséggel. Nemsokára az unokaöccse, Balduin kinevezte Jeruzsálem névleges udvarmesterének. Riválisa a király apai ági rokona, III. Rajmund tripoliszi gróf volt.
1185-ben Joscelin követként érkezett a Bizánci Birodalomba.
1. 1 2  Identifiants et Référentiels (francia nyelven). IdRef . Agence bibliographique de l'enseignement supérieur. (Hozzáférés: 2019. július 8.)
2. ↑  p24821.htm#i248209